# ان-فرمیل متیونین لئوسیل-فنیل الانین
ان-فرمیل متیونین لئوسیل-فنیل الانین (به انگلیسی: N-Formylmethionine leucyl-phenylalanine) با فرمول شیمیایی C21H31N3O5S یک ترکیب شیمیایی است. که جرم مولی آن ۴۳۷٫۵۵ گرم بر مول می‌باشد.